# Turraea geayi
Turraea geayi är en tvåhjärtbladig växtart som beskrevs av Paul Auguste Danguy. Turraea geayi ingår i släktet Turraea och familjen Meliaceae. Inga underarter finns listade i Catalogue of Life.